# Agamedes (genus)
Agamedes is een geslacht van wantsen uit de familie van de Acanthosomatidae (Kielwantsen). Het geslacht werd voor het eerst wetenschappelijk beschreven door Carl Stål in 1876.

## Soorten
Het genus bevat de volgende soort:

- Agamedes pilicornis Stål, 1876